# Szulgi-simti
Szulgi-simti (akad. Šulgi-simtī, w transliteracji z pisma klinowego zapisywane dšul-gi-sí-im-ti) – królowa, małżonka (sum. nin, lukur) króla Szulgi (2096-2048 p.n.e.) z III dynastii z Ur. Jak wynika z dokumentów odkrytych w archiwach z miasta Drehem posiadała ona duże wpływy na dworze królewskim i zaangażowana była w różnego rodzaju przedsięwzięcia ekonomiczne. Zachowały się odciski pieczęci cylindrycznych trzech osób pozostających w jej służbie: zarządcy domu (sukkal) o imieniu Masz-gula, skryby (dub.sar) o imieniu Ur-lugaledin(a)ka i nadzorcy zagród bydła (kurušda) o imieniu Beli-tab. Imię Szulgi-simti pojawia się po raz pierwszy w tekście datowanym 32 „nazwą roczną” Szulgiego, a zdaniem naukowców jej małżeństwo z nim zawarte zostało prawdopodobnie w 29-30 roku jego panowania.